# Nadine Hostettler
Nadine Hostettler (* 19. August 1959 in Bern) ist eine Schweizer Journalistin und Schriftstellerin.

## Leben
Nadine Hostettler wuchs auf in Biel und studierte Ethnologie und Hispanistik an der Universität Bern; sie schloss dieses Studium mit dem Lizenziatsgrad ab. Von 1987 bis 1991 hielt sie sich als Auslandskorrespondentin der Weltwoche in Mexiko auf. Seit 1992 arbeitet sie für das Schweizer Fernsehen. Sie lebt heute in Paris und verfasst neben journalistischen Arbeiten auch literarische Texte.
Nadine Hostettler ist Verfasserin von Romanen und Erzählungen. Sie ist Mitglied des Verbandes Autorinnen und Autoren der Schweiz. Im Jahre 2003 erhielt sie ein Werkjahr der Stadt Zürich. 

## Werke
- Fräulein Matter verliebt sich. Erzählungen. Schöffling, Frankfurt am Main 2000, ISBN 3-89561-173-5; Piper, München 2002, ISBN 3-492-23432-1.
- Die letzte Hemmung. Roman. Schöffling, Frankfurt am Main 2003, ISBN 3-89561-174-3.